# Громов (тип речных судов)
Громов (также встречается обозначение «Тип Чкалов») — тип небольших пассажирских речных судов («речных трамваев»), созданных для эксплуатации на канале им Москвы и прилегающих водных путях. Назван в честь советского военного лётчика генерал-полковника Михаила Громова.
Всего было построено шесть судов типа «Громов»: «Громов» (позднее «Буревестник»), «Водопьянов» (позднее — «Чайка» и «Космонавт»), «Чкалов» (позднее — «Речник»), «Беляков» (позднее — «Сокол», «Йошкар-Ола»), «Коккинаки» (позднее — «Ласточка») и «Байдуков» (позднее — «Лебедь»). Все они строились на заводе «Красное Сормово».

## История создания
Проектирование новых речных трамваев было поручено ленинградскому Речсудопроекту. Руководителями разработки нового теплохода были начальник корпусного отдела Ю. Бенуа и начальник проектного сектора (главный конструктор проектов) Н. Лошинский.
Наркомвод организовал конкурс на лучший внешний вид будущего теплохода, однако предоставленные проекты в дело не пошли, и внешний вид судна был разработан самим Речсудпроектом.
Так как в соответствии с техническим заданием судно должно было иметь довольно высокую максимальную скорость (25-30 км/ч), модель будущего теплохода испытовалась в аэродинамической трубе. С целью снижения сопротивления воздуха судну приали обтекаемую форму с низкой надстройкой.
Окончательный проект судна был утверждён в начале 1936 года. К следующему году завод выполнил заказ, построив шесть судов. Все они были названы в честь знаменитых лётчиков.
К открытию канала шестёрка речных трамваев прибыла в Москву. Один из них можно увидеть в фильме «Волга, Волга».
Опыт работ по созданию речных трамваев типа «Громов» позднее оказался полезен при проектировании трамваев «Москвич».

## Условия размещения пассажиров
Одним из условий, выдвинутых заказчиком, был максимальный комфорт для пассажиров. Суда имели два пассажирских салона. Закрытый салон на 92 места располагался в носовой части перед рубкой, за рубкой под тентом, находилось ещё 68 мест.

## Технические особенности
Суда имели дистанционное управление двигателем, который управлялся непосредственно из ходовой рубки. Помещения были оборудованы калориферным отоплением.
Так как санитарная служба канала запретила сброс за борт фекальных и подсланевых (скапливающихся в машинном отделении) вод, суда типа «Громов» (также как и суда типа «Леваневский») были оборудованы цистернами для сбора фекальных и подсланевых вод.
Хотя по техническому заданию, суда должны были развивать скорость в 25-30 км/ч, на практике максимальная скорость оказалась ограничена 21 км/ч. Связано это был с тем, что проектировщикам не удалось подобрать достаточно мощный двигатель (большие мощные двигатели не помещались в узком корпусе судна).

## Наше время
Сохранился теплоход «Ласточка», принадлежащий Московскому городскому Клубу Юных Моряков. Теплоход стоит на водной базе клуба на Химкинском водохранилище, и изредка совершает прогулочные рейсы. Это единственный сохранившийся теплоход из всех трех «канальных» серий

## Технические характеристики
- Длина — 30м
- Ширина — 6 м
- Высота борта — 2,3 м
- Осадка — 1 м
- Водоизмещение — 71 тонна
- Двигатели — два дизельных двигателя по 400 л. с.
- Максимальная скорость — 21 км/ч